# Philothamnus girardi
Espèce
Philothamnus girardi est une espèce de serpents de la famille des Colubridae.

## Répartition
Cette espèce est endémique de Annobon en Guinée équatoriale.
Sa présence est incertaine en République du Congo.

## Étymologie
Cette espèce est nommée en l'honneur d'Albert Arthur Alexander Girard (1860-1914).

## Publication originale
- Bocage, 1893 : Mammiferos, aves e reptis da ilha de Anno-Bom. Jornal de Sciencias Mathematicas, Physicas e Naturaes, Academia Real das Sciencias de Lisboa, ser. 2, vol. 3, p. 43-46 (texte intégral).